# Tavaux-et-Pontséricourt
Pour les articles homonymes, voir Tavaux.
Tavaux-et-Pontséricourt est une commune française située dans le département de l'Aisne et la région Hauts-de-France.

## Géographie

### Localisation
- 1Carte dynamique
- 2Carte OpenStreetMap
- 3Carte topographique
- 4Carte avec les communes environnantes
- 5Panorama du village
- 6Entrée du village

### Hydrographie
La commune est située dans le bassin Seine-Normandie. Elle est drainée par la Serre, le cours d'eau 01 de Lacommune de Tavaux-et-Pontsericourt, le fossé du Champ d'Argent, le fossé du Fond Blond, le fossé du Fond des Anes et un autre petit cours d'eau,.
La Serre, d'une longueur de 96 km, prend sa source dans la commune de La Férée, à 265 m d'altitude, et se jette  dans l'Oise (rive gauche) à Danizy, à 52 m d'altitude, après avoir traversé 39 communes.

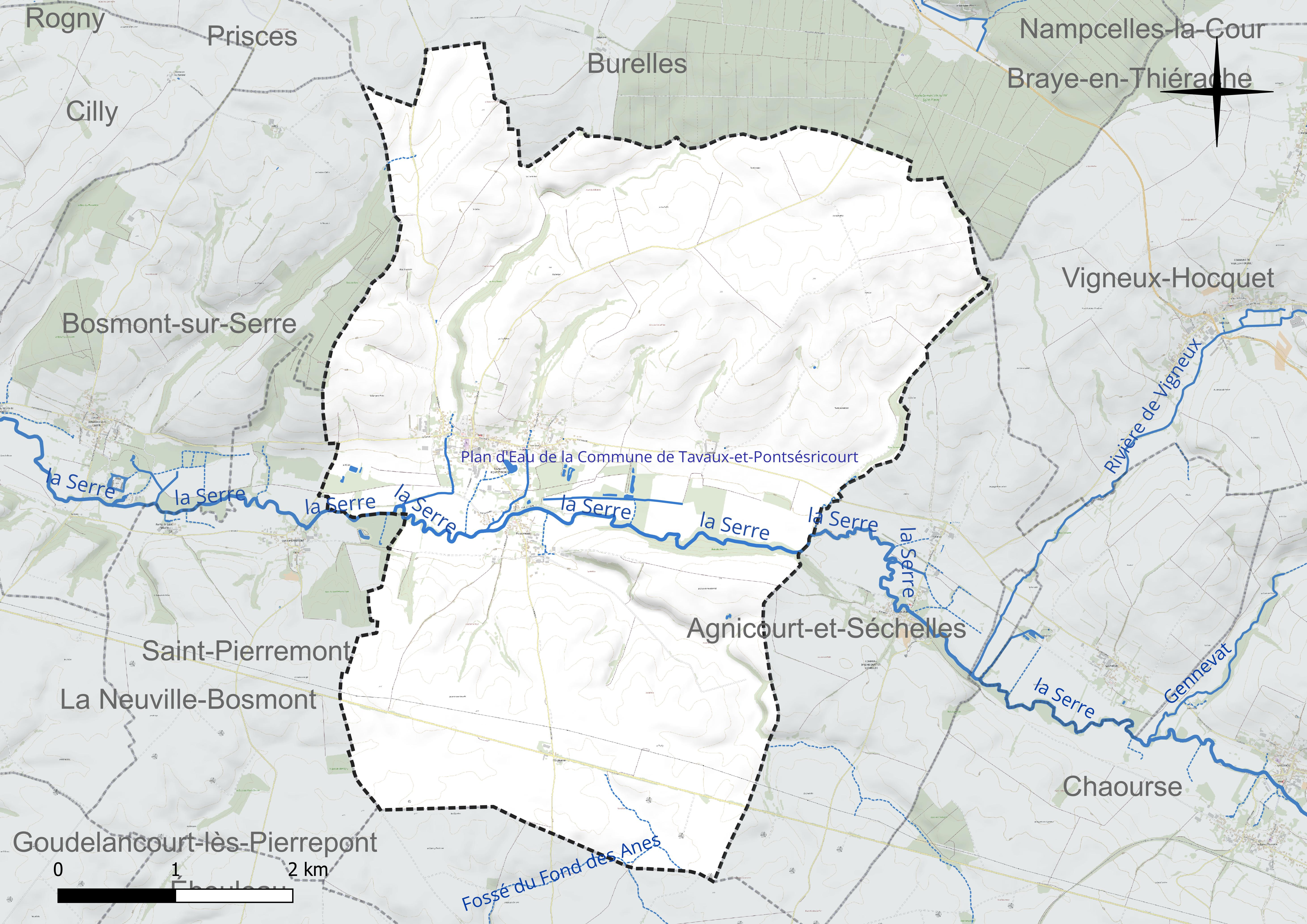
Réseau hydrographique de Tavaux-et-Pontséricourt.

Un plan d'eau complète le réseau hydrographique : le plan d'eau de la commune de Tavaux-et-Pontsésricourt (0,8 ha),.

### Climat
Pour des articles plus généraux, voir Climat des Hauts-de-France et Climat de l'Aisne.
En 2010, le climat de la commune est de type climat océanique dégradé des plaines du Centre et du Nord, selon une étude du CNRS s'appuyant sur une série de données couvrant la période 1971-2000. En 2020, Météo-France publie une typologie des climats de la France métropolitaine dans laquelle la commune est exposée à un climat océanique altéré et est dans la région climatique Nord-est du bassin Parisien, caractérisée par un ensoleillement médiocre, une pluviométrie moyenne régulièrement répartie au cours de l'année et un hiver froid (3 °C).
Pour la période 1971-2000, la température annuelle moyenne est de 10 °C, avec une amplitude thermique annuelle de 15,4 °C. Le cumul annuel moyen de précipitations est de 805 mm, avec 12,7 jours de précipitations en janvier et 9,4 jours en juillet. Pour la période 1991-2020, la température moyenne annuelle observée sur la station météorologique la plus proche, située sur la commune de Fontaine-lès-Vervins à 14 km à vol d'oiseau, est de 10,5 °C et le cumul annuel moyen de précipitations est de 826,3 mm,. Pour l'avenir, les paramètres climatiques de la commune estimés pour 2050 selon différents scénarios d'émission de gaz à effet de serre sont consultables sur un site dédié publié par Météo-France en novembre 2022.

## Urbanisme

### Typologie
Au 1er janvier 2024, Tavaux-et-Pontséricourt est catégorisée commune rurale à habitat dispersé, selon la nouvelle grille communale de densité à 7 niveaux définie par l'Insee en 2022.
Elle est située hors unité urbaine et hors attraction des villes,.

### Occupation des sols
L'occupation des sols de la commune, telle qu'elle ressort de la base de données européenne d'occupation biophysique des sols Corine Land Cover (CLC), est marquée par l'importance des territoires agricoles (96,2 % en 2018), une proportion sensiblement équivalente à celle de 1990 (96,3 %). La répartition détaillée en 2018 est la suivante : 
terres arables (88,4 %), zones agricoles hétérogènes (4,5 %), prairies (3,3 %), zones urbanisées (2,7 %), forêts (1,1 %).
L'évolution de l'occupation des sols de la commune et de ses infrastructures peut être observée sur les différentes représentations cartographiques du territoire : la carte de Cassini (XVIIIe siècle), la carte d'état-major (1820-1866) et les cartes ou photos aériennes de l'IGN pour la période actuelle (1950 à aujourd'hui).

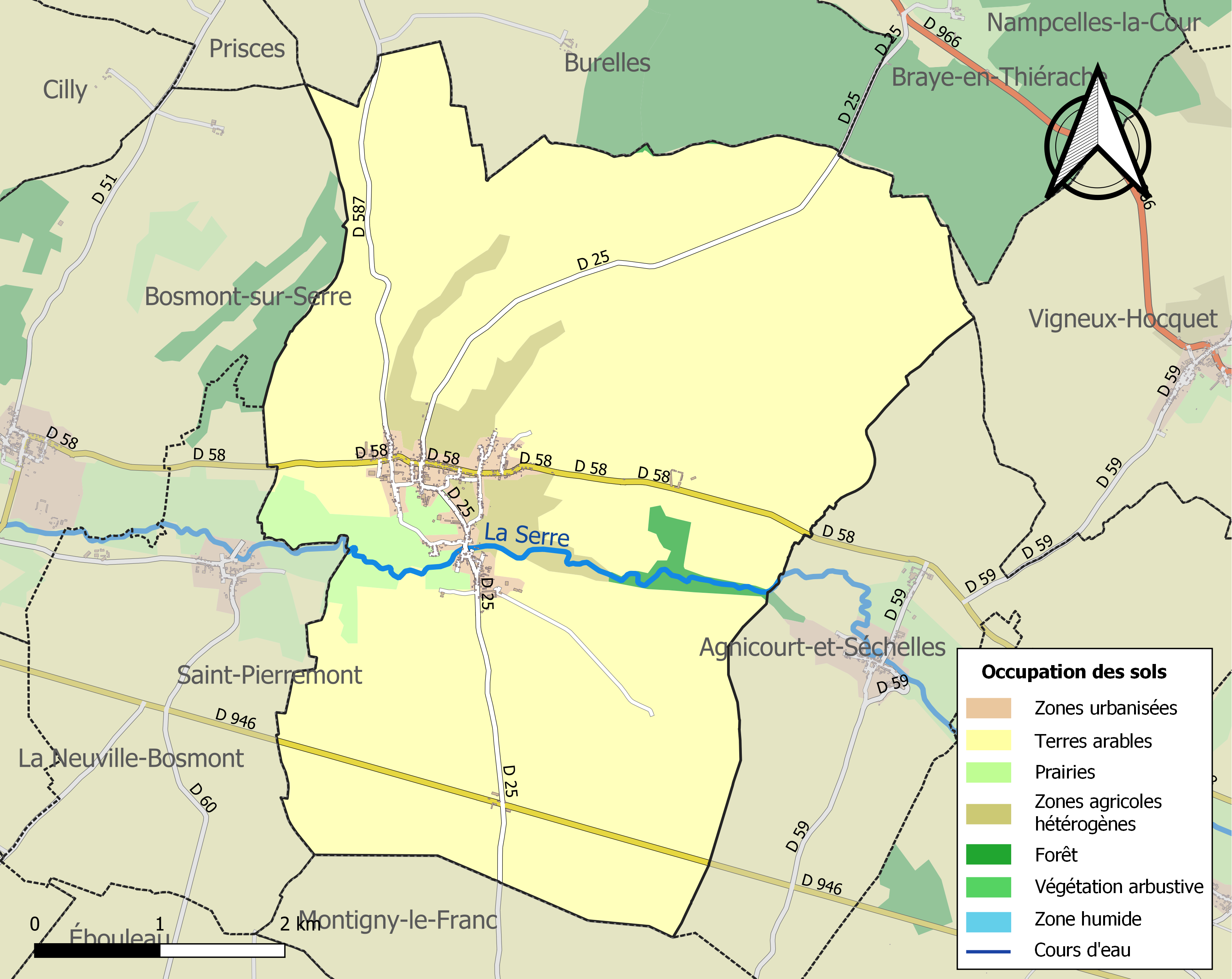
Carte de l'occupation des sols de la commune en 2018 (CLC).

## Toponymie
Tavaux : le nom du village apparaît pour la première fois en 867 sous l'appellation latine de Tavellus puis Thaveals dans un cartulaire de l'abbaye Saint-Martin de Laon en 1165. L'orthographe variera encore ensuite en fonction des différents transcripteurs : Taviaus, Territorium de Tavellis, Taviaulx, Thaviaus, Thaviaux, Taviaux, Taveaux, Thaveaulx puis l'orthographe actuelle Tavaux vers 1750 sur la carte de Cassini
.

Ponséricourt: c'est en 1242, dans un cartulaire de l'Hôtel-Dieu de Laon, que le hameau est cité pour la première fois  Santus-Medardus-de-Poncignicort. Puis Poncegnicourt, Villa de Poncignicourt, Poncignicuria, Poncignicuria, Ponsengnicourt, Possognicourt-les-Tavaux, Ponsericourt vers 1750 sur la carte de Cassini et enfin l'orthographe actuelle avec l'ajout d'unt, au XIXe siècle Pontséricourt
.

Le toponyme serait issu du gaulois tavo, signifiant « silencieux » ou « calme ».
Pontséricourt, ancien hameau de la commune, est attesté sous les formes Sanctus-Medardus-de-Poncignicort (1242) ; Poncegnicourt (1245) ; Villa de Poncignicourt (1250) ; Poncignicuria (1265) ; Poncenicourt (1287) ; Poncignycourt (1339) ; Ponssignicourt (1340) ; Pontcignycourt (1344) ; Ponsengnicourt (1476) ; Possignicourt-lez-Thaveaux (1533) ; Ponscignicourt (1560) ; Ponssericourt, Ponséricourt (1740).

## Histoire
|  |

Carte de Cassini

La carte de Cassini montre qu'au XVIIIe siècle, Tavaux et Ponsericourt  sont deux paroisses situées de part et d'autre de la Serre. Pontséricourt formait une paroisse sous le vocable de Saint-Médard.

Entre les deux, le moulin à eau, encore présent de nos jours, est représenté par une roue dentée sur la Serre.

Au nord-est, la ferme de Malaise (citée en 1273 sous le nom de Malaise-juxta-Tavelles) existe encore de nos jours sur la route de Chaourse.
Fortifications des églises 

Au XVIe siècle, lors des affrontements entre François 1er et Charles Quint, et lors de la Guerre franco-espagnole de 1635 à 1659, les villages de la Thiérache furent constamment ravagés aussi bien par les troupes françaises qu'étrangères. C'est à cette époque que la plupart des villages de Thiérache, comme Tavaux, fortifient leurs églises pour permettre aux habitants de s'y réfugier an cas d'attaque. Le clocher ou la nef, faits de hauts murs et surmontés d'un étage, sont flanqués de tours percées de meurtrières. En cas d'attaque de bandes de pillards, les habitants du village s'y réfugiaient avec provisions pour tenir un siège de plusieurs jours.

Le moulin de Bosmont et la briqueterie

Comme la plupart des villages de Thiérache situés près d'une rivière, Bosmont a possédé un moulin à eau qui a fonctionné jusqu'à la fin du XIXe siècle.

Vente aux enchères le Samedi 15 juin 1861, du château de Bosmont et du moulin de Bosmont comprenant l'usine le moulin à farine, les ustensiles et le bâtiments d'habitation pour le meunier, ainsi que d'une briqueterie de 6 ha sise au lieu-ditLes Garennes
.

Première Guerre mondiale

Dans un cahier d'écolier consultable sur le site de la Bibliothèque Nationale sous la référence ci-après, l'institutrice relate la vie du village tout au long de la guerre.

Elle décrit l'euphorie du départ le 2 août 1914: Les hommes, les jeunes gens, drapeaux déployés,  gagnent la gare, chantent La Marseillaise et partent aux cris répétés de : A Berlin ! Vive la France !

Les Allemands arrivent dans le village le 5 septembre. Pendant toute la guerre, Tavaux-et-Ponséricourt restera loin du front qui se stabilisera à environ 150 km à l'est aux alentours de Péronne. Les habitants vivront sous le joug de l'ennemi : réquisitions de logements, de matériel, de nourriture, travaux forcés.

 En octobre 1915, une Kommandantur est installée à Tavaux...En mai 1916, les fillettes âgées de 10 à 13 ans sont obligées d'aller travailler dans les champs : elles coupent les chardons, arrachent les mauvaises herbes... À partir du 15 février 1917, les classes et le logement de fonction sont complètement occupés... En juin 1917, toutes les femmes et jeunes filles sont obligées d'aller travailler dans les champs... Toute désobéissance était immédiatement punie d'amende, de prison, de cellule au pain sec et à l'eau ou même de prison... En septembre 1918, les boches fortifient la Serre. Pendant plus d'un mois, ils disposent des fils barbelés, abattent des arbres, creusent des tranchées... Vers le 20 octobre, la Kommandantur quitte Tavaux, elle emmène les derniers bestiaux, les dernières récoltes, toutes les volailles , le mobilier le linge... Le 5 novembre les voies du chemin de fer sont détruites puis les ponts... Il n'y a pas de combats dans notre village ; les boches sont partis en abandonnant les canons, les munitions vers Montcornet...

Le massacre de Tavaux (août 1944)

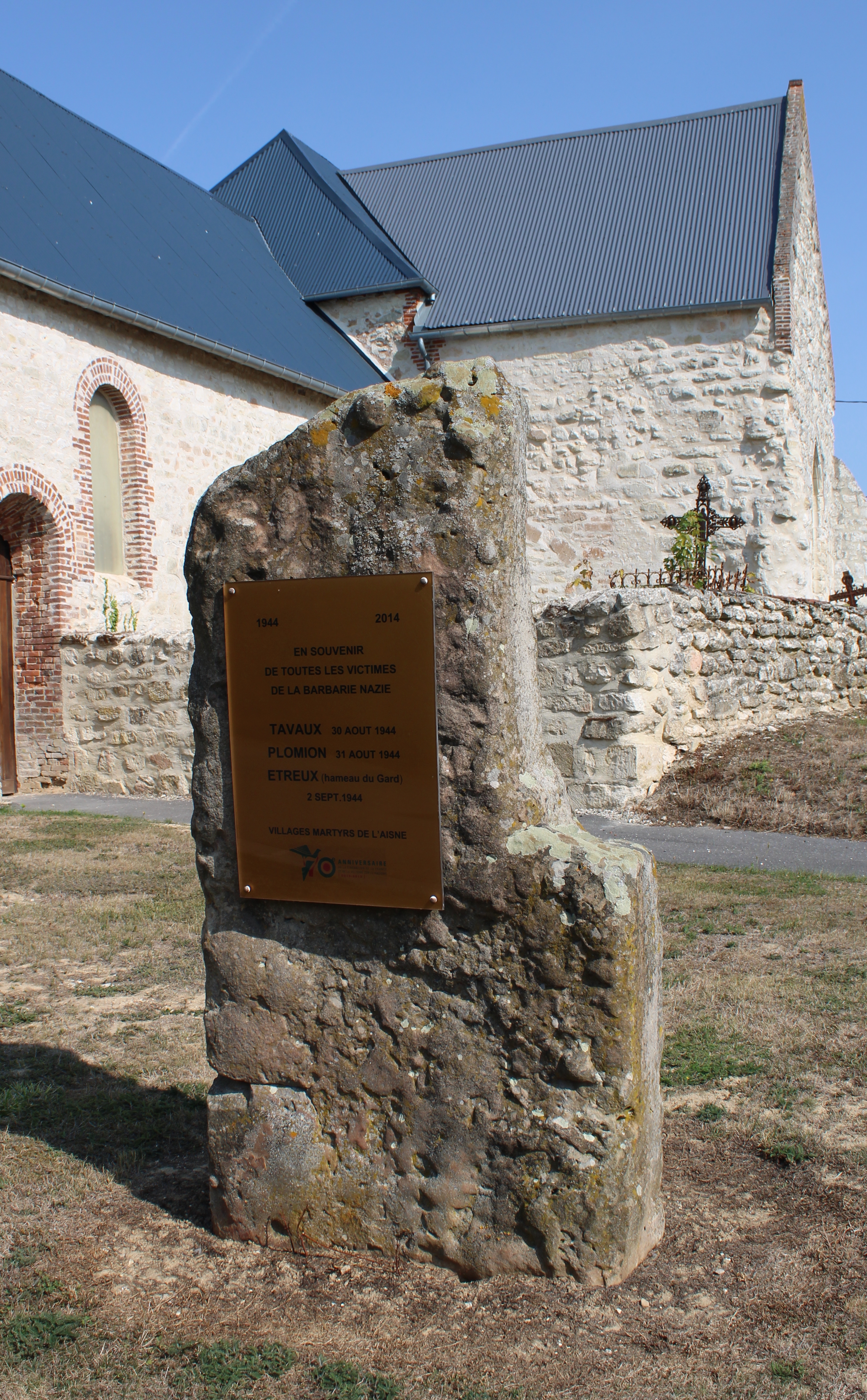
Mémorial de Tavaux
" En souvenir de toutes les victimes de barbarie nazie - Tavaux 30 août 1944 "

Le 30 août 1944 au matin, une dizaine de résistants s'en prennent à de jeunes soldats SS pour les empêcher de dynamiter le pont sur la Serre. Un soldat est tué, un autre s'enfuit. Deux autres accrochages ont également lieu dans le village ce jour, alors que les troupes américaines de libération approchent. Un officier allemand est tué. Les résistants, craignant des représailles, déménagent leur cache d'armes et prennent le maquis dans la forêt du Val-de-Saint-Pierre.
En début d'après-midi, des soldats SS de la division Adolf Hitler et de la division Hitlerjugend venus de Marle et de Montcornet, bouclent la ville avec des chars Tigre, des auto-mitrailleuses et des camions de troupes. L'opération de représailles commence. Les habitations sont systématiquement incendiées, des civils sont rassemblés, d'autres sont abattus à la grenade ou au fusil. Au total, 20 civils, vieillards et enfants seront massacrés, 86 habitations détruites.
Le 31 août 1944, 300 résistants convergent de la région pour libérer Tavaux des quelques occupants encore présents. Ils sont suivis de près par l'armée américaine qui arrivera en fin de journée.
Tavaux est, avec le village de Plomion et le hameau du Gard à Étreux, l'un des trois villages martyrs du département de l'Aisne. Le village a reçu la médaille de la Résistance le 31 mars 1947. Le Mémorial départemental des Villages martyrs de l'Aisne retrace ces événements tragiques dans une exposition permanente et un parcours du Souvenir
,.

### Passé ferroviaire du village
|  |  |  |

De 1907 à 1959, Tavaux a été traversé par la ligne de chemin de fer de Marle à Montcormet qui passait au sud du village sur la rive droite de la Serre.
 
Chaque jour, quatre trains s'arrêtaient dans chaque sens dans la gare pour prendre les passagers qui se rendaient soit à Marle, soit à Montcornet.

L'ancienne gare, devenue habitation, existe encore de nos jours, au sud du village, dans la rue de la Gare, en allant vers Ponséricourt.

Après la fermeture de la ligne, les rails, les traverses et le ballast ont été vendus ; une grande partie du tracé subsiste sur le terroir de la commune.

## Politique et administration

### Découpage territorial
La commune de Tavaux-et-Pontséricourt est membre de la communauté de communes du Pays de la Serre, un établissement public de coopération intercommunale (EPCI) à fiscalité propre créé le 17 décembre 1992 dont le siège est à Crécy-sur-Serre. Ce dernier est par ailleurs membre d'autres groupements intercommunaux.
Sur le plan administratif, elle est rattachée à l'arrondissement de Laon, au département de l'Aisne et à la région Hauts-de-France. Sur le plan électoral, elle dépend du  canton de Marle pour l'élection des conseillers départementaux, depuis le redécoupage cantonal de 2014 entré en vigueur en 2015, et de la troisième circonscription de l'Aisne  pour les élections législatives, depuis le dernier découpage électoral de 2010.

### Administration municipale
| Période                                  | Période                   | Identité        | Étiquette | Qualité                                      |
| ---------------------------------------- | ------------------------- | --------------- | --------- | -------------------------------------------- |
| Les données manquantes sont à compléter. |                           |                 |           |                                              |
| avant 1981                               | 1983                      | Paul Billoet    | DVG       |                                              |
| 1983                                     | 1989                      | Jean Noelanders |           |                                              |
| mars 1989                                | En cours (au 4 juin 2020) | Daniel Leturque | DVG       | Contremaître Réélu pour le mandat 2020-2026, |

## Démographie
L'évolution du nombre d'habitants est connue à travers les recensements de la population effectués dans la commune depuis 1793. Pour les communes de moins de 10 000 habitants, une enquête de recensement portant sur toute la population est réalisée tous les cinq ans, les populations de référence des années intermédiaires étant quant à elles estimées par interpolation ou extrapolation. Pour la commune, le premier recensement exhaustif entrant dans le cadre du nouveau dispositif a été réalisé en 2004.

En 2022, la commune comptait 549 habitants, en évolution de −4,85 % par rapport à 2016 (Aisne : −1,97 %, France hors Mayotte : +2,11 %).
| 1793 | 1800 | 1806  | 1821  | 1831  | 1836  | 1841  | 1846  | 1851  |
| ---- | ---- | ----- | ----- | ----- | ----- | ----- | ----- | ----- |
| 860  | 926  | 1 130 | 1 283 | 1 323 | 1 325 | 1 327 | 1 360 | 1 357 |

| 1856  | 1861  | 1866  | 1872  | 1876  | 1881  | 1886  | 1891  | 1896  |
| ----- | ----- | ----- | ----- | ----- | ----- | ----- | ----- | ----- |
| 1 253 | 1 274 | 1 360 | 1 322 | 1 427 | 1 274 | 1 297 | 1 160 | 1 122 |

| 1901  | 1906  | 1911  | 1921 | 1926 | 1931 | 1936 | 1946 | 1954 |
| ----- | ----- | ----- | ---- | ---- | ---- | ---- | ---- | ---- |
| 1 076 | 1 140 | 1 145 | 959  | 922  | 863  | 833  | 792  | 833  |

| 1962 | 1968 | 1975 | 1982 | 1990 | 1999 | 2004 | 2006 | 2009 |
| ---- | ---- | ---- | ---- | ---- | ---- | ---- | ---- | ---- |
| 797  | 766  | 752  | 666  | 622  | 590  | 566  | 544  | 594  |

| 2014 | 2019 | 2022 | - | - | - | - | - | - |
| ---- | ---- | ---- | - | - | - | - | - | - |
| 583  | 552  | 549  | - | - | - | - | - | - |

## Lieux et monuments
- Église Notre-Dame de Tavaux, église fortifiée du XIIe siècle.
- Église Saint-Médard de Pontséricourt.
- Monument aux morts.
- Monument aux martyrs de Tavaux.
- Moulin sur la Serre.
- Ancienne gare.

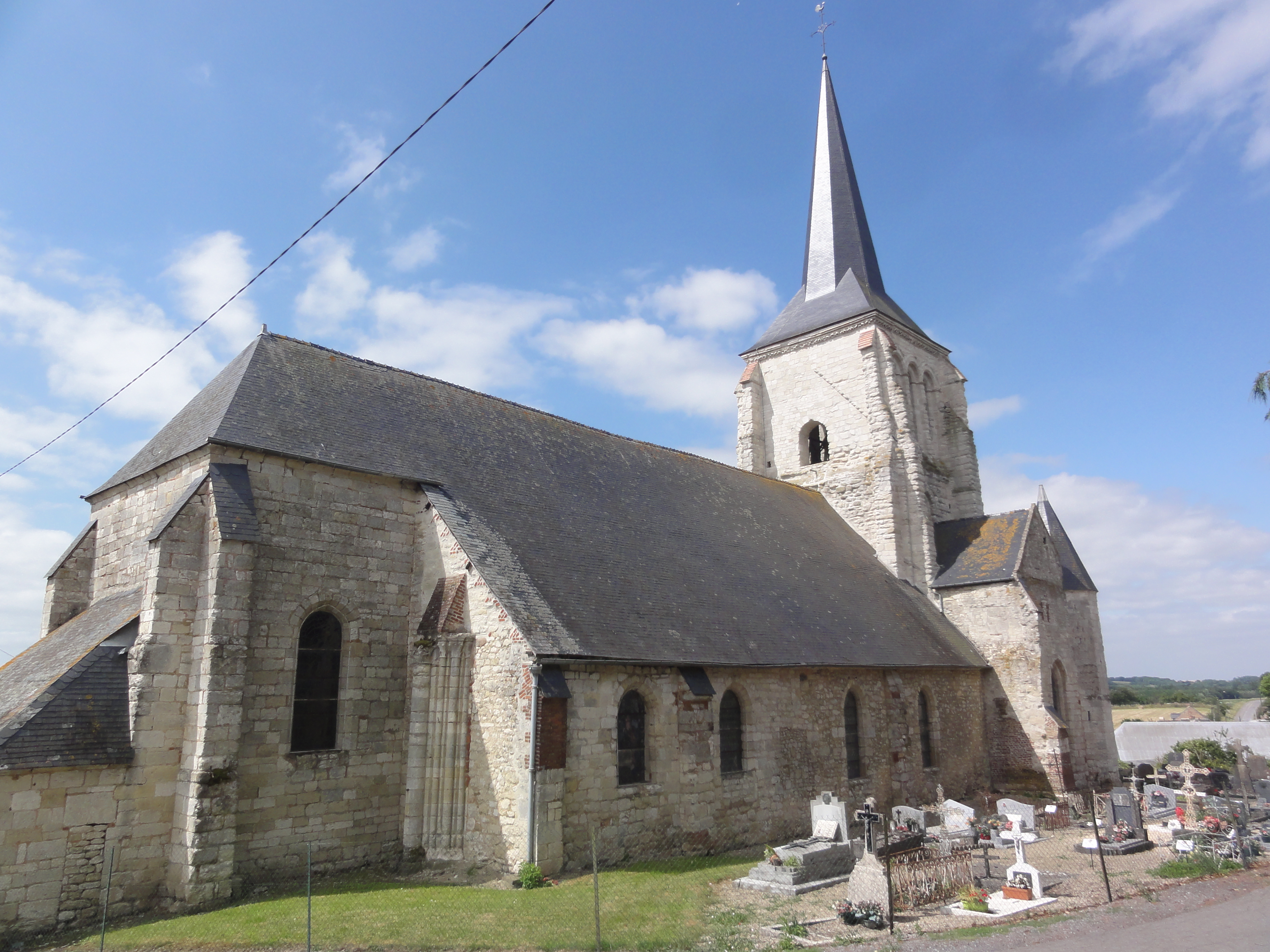
Église Notre-Dame de Tavaux.
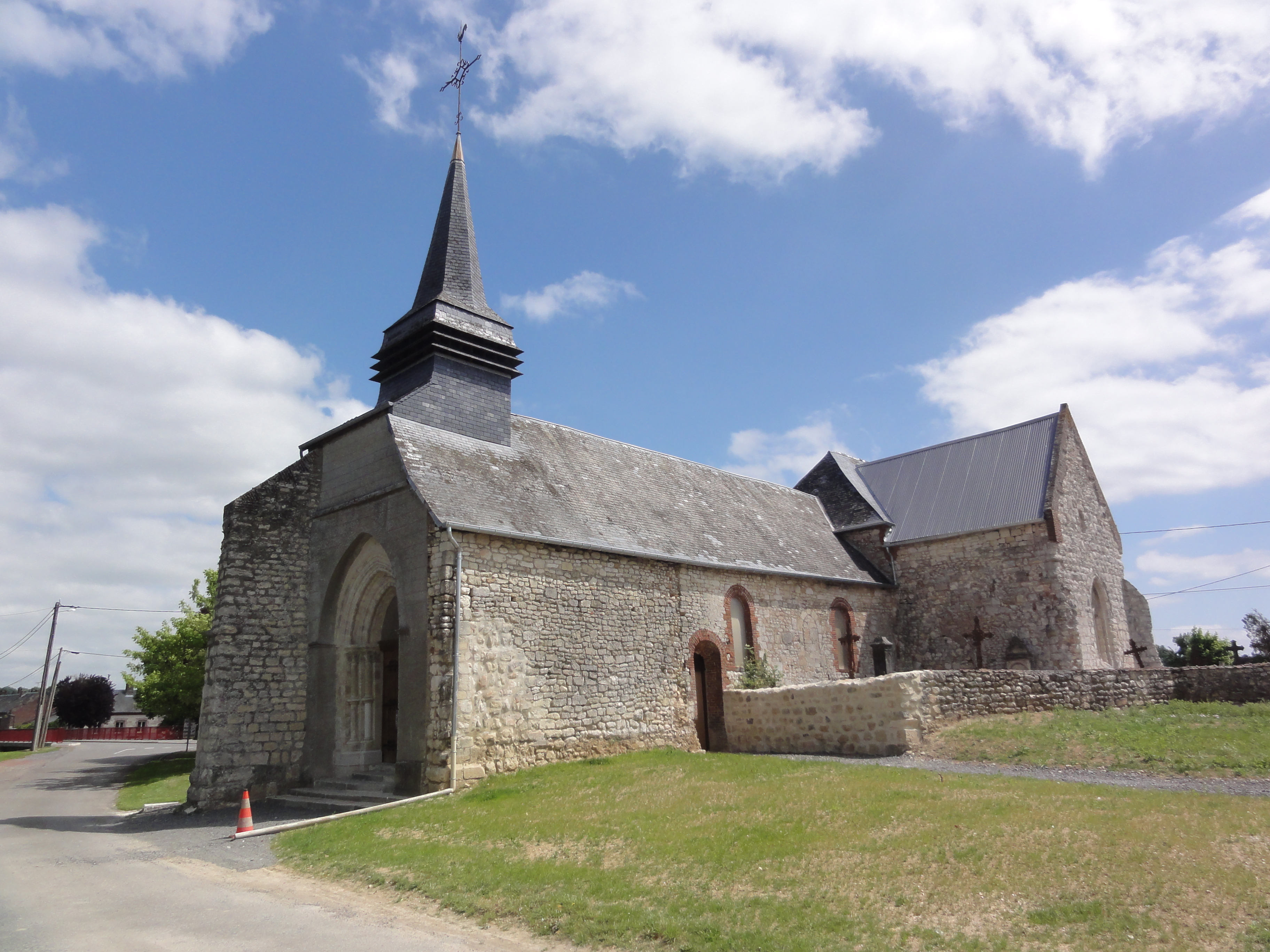
Église Saint-Médard de Pontséricourt.
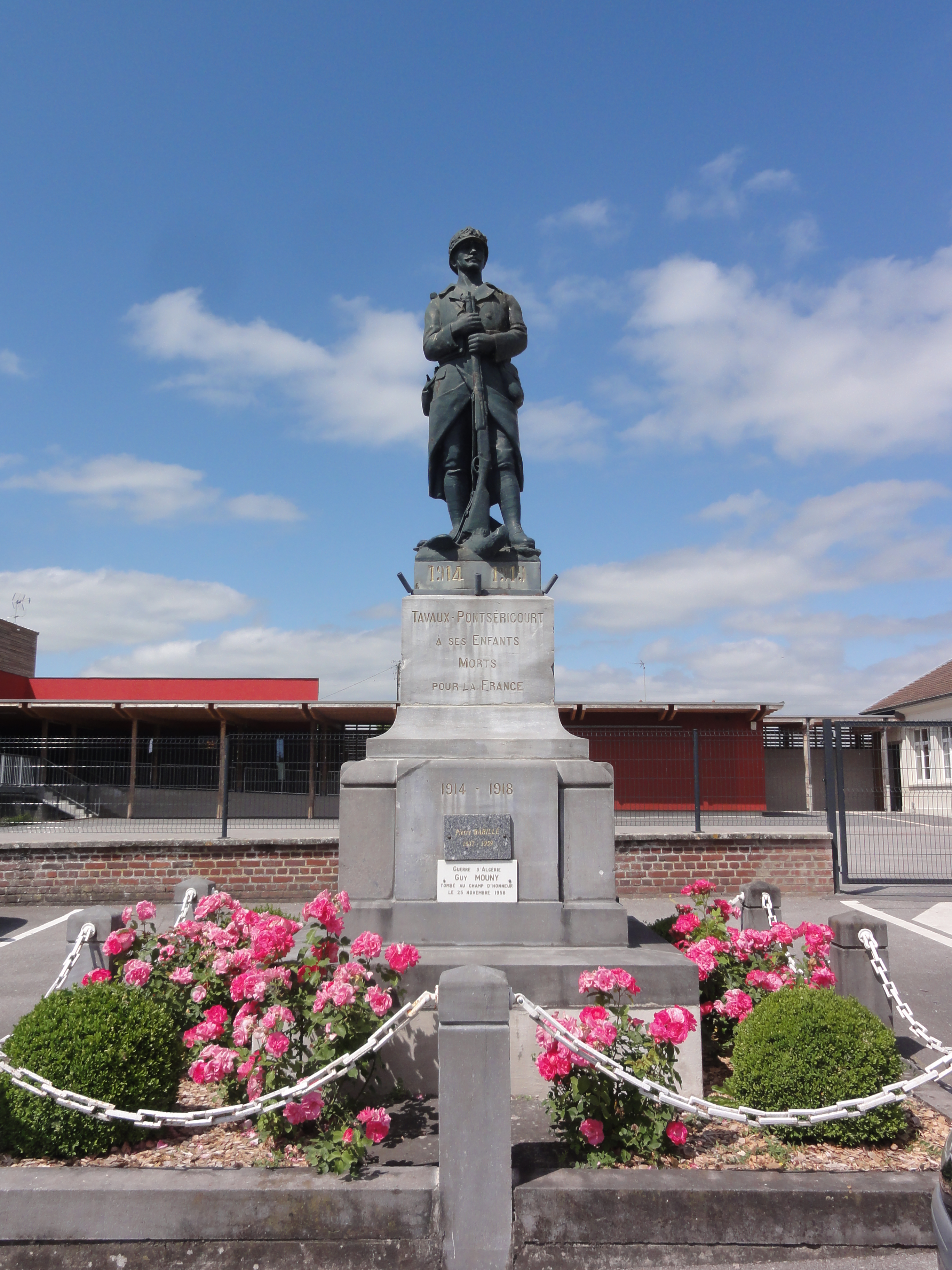
Monument aux morts.
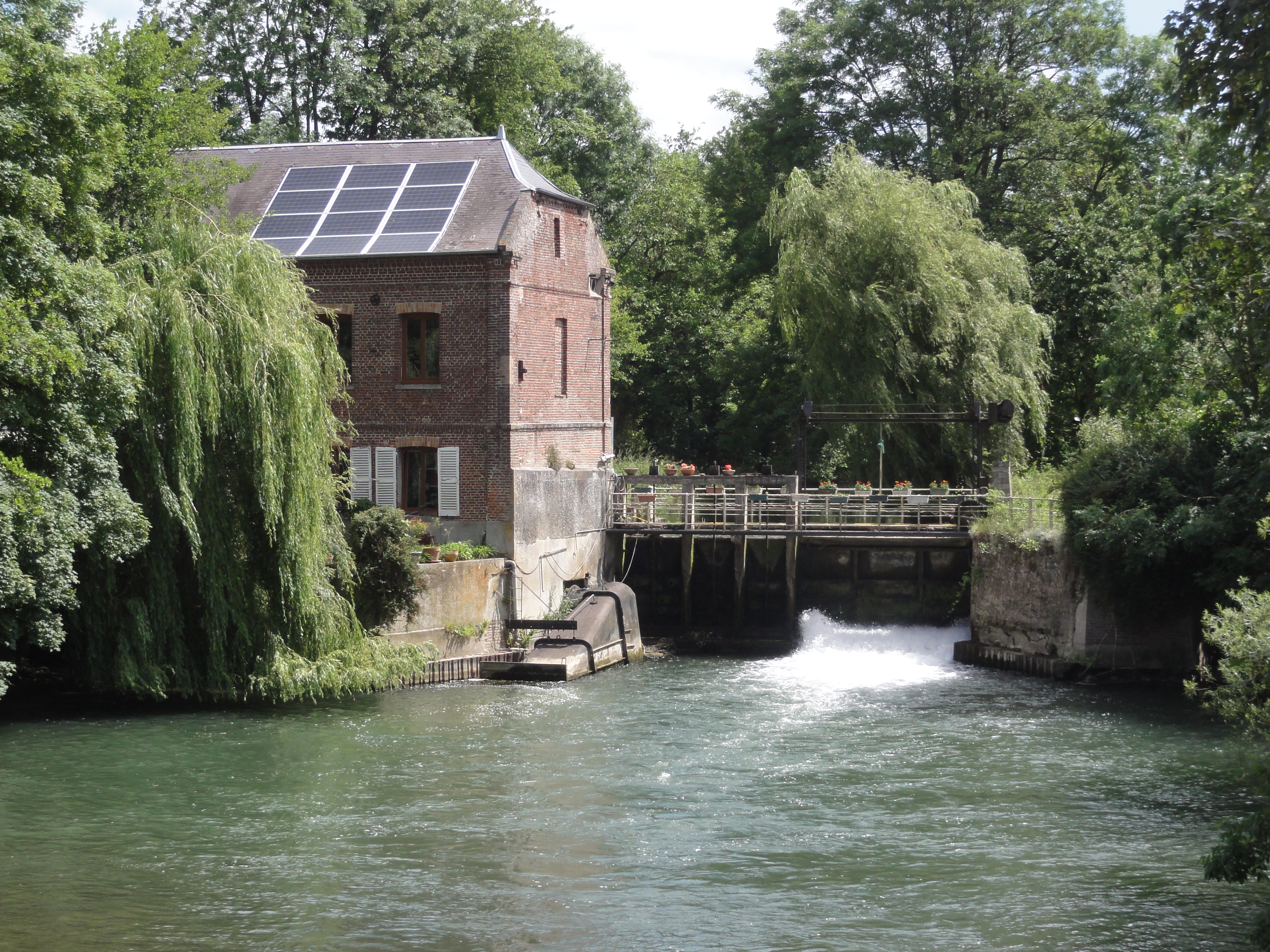
Moulin sur la Serre.
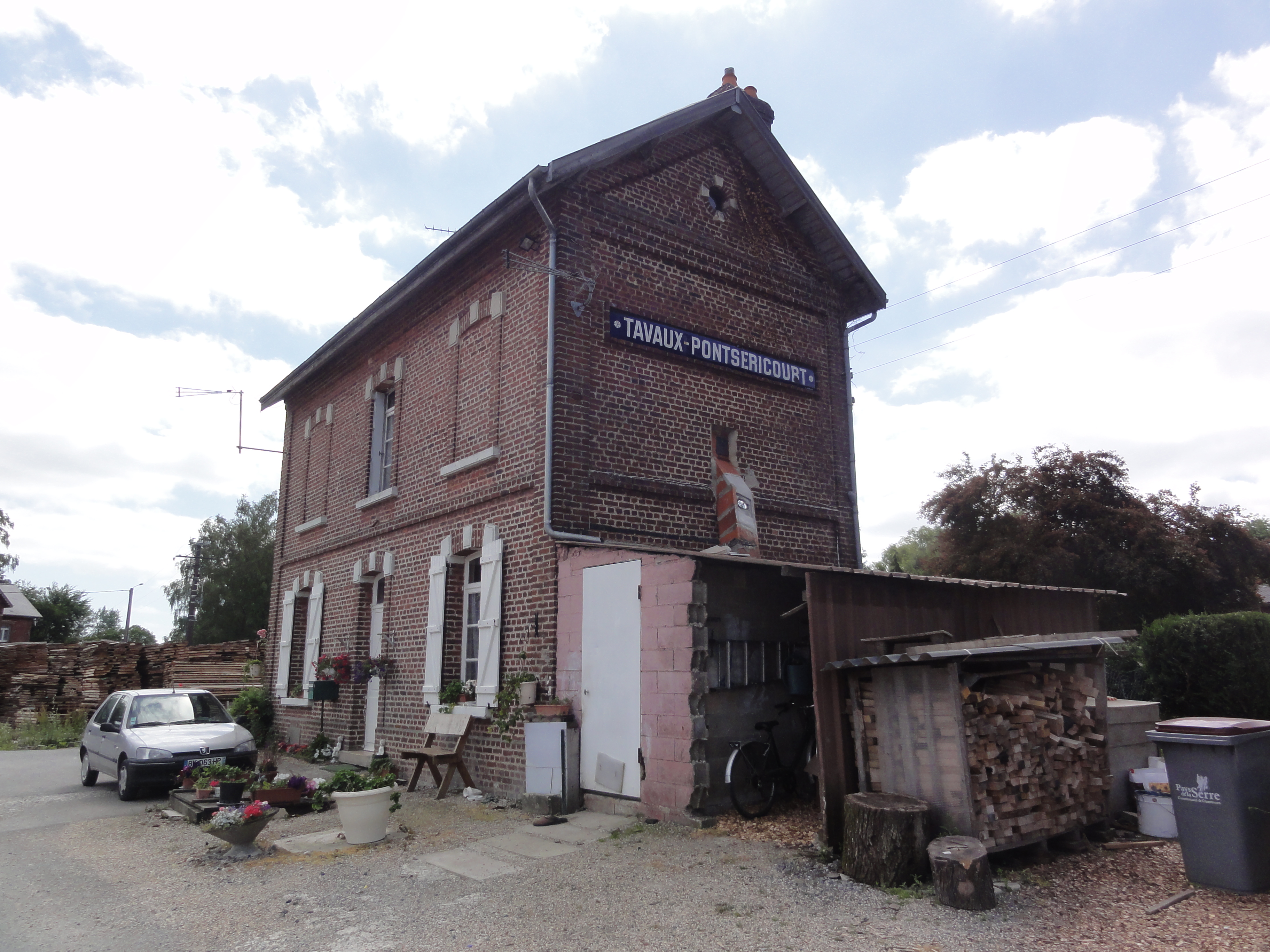
Ancienne gare.